# Hans Stacey
Hans Stacey (Best, 9 marzo 1958) è un pilota di rally olandese, specializzato nei rally raid, vincitore un Rally Dakar (2007), categoria camion.

## Biografia
Dopo varie partecipazioni alla Dakar per varie scuderie, dal 2011 è stato ingaggiato nel Team de Rooy ed ha ottenuto un 4º posto al Silk Way Rally, valido per la Dakar Series.

## Palmarès

### Rally Dakar
| Anno | Navigatore-meccanico                 | Mezzo | Pos. |
| ---- | ------------------------------------ | ----- | ---- |
| 2004 | Eddy Chevalier - Johan van Gestel    | DAF   | 9º   |
| 2005 | Charly Gotlib - Bernard Der Kinderen | MAN   | Rit. |
| 2007 | Charly Gotlib - Bernard Der Kinderen | MAN   | 2º   |
| 2007 | Charly Gotlib - Bernard Der Kinderen | MAN   | 1º   |
| 2009 | Charly Gotlib - Bernard Der Kinderen | MAN   | Rit. |

## Risultati nel mondiale rally

### WRC
| 1995 | Scuderia                        | Vettura                  |  |  |  |  |  |  |    |     |  |  |  |  |  |  |  |  | Punti | Pos. |
| ---- | ------------------------------- | ------------------------ |  |  |  |  |  |  | -- | --- |  |  |  |  |  |  |  |  | ----- | ---- |
| 1995 | Mitsubishi Ralliart Netherlands | Mitsubishi Lancer Evo II |  |  |  |  |  |  | 15 | Rit |  |  |  |  |  |  |  |  | 0     |      |

| 1998 | Scuderia | Vettura      |  |  |  |  |  |  |  |  |  |  |  |  |    |  |  |  | Punti | Pos. |
| ---- | -------- | ------------ |  |  |  |  |  |  |  |  |  |  |  |  | -- |  |  |  | ----- | ---- |
| 1998 |          | Nissan Micra |  |  |  |  |  |  |  |  |  |  |  |  | 55 |  |  |  | 0     |      |

| 1999 | Scuderia | Vettura            |  |  |  |  |  |  |  |  |  |  |  |  |  |     |  |  | Punti | Pos. |
| ---- | -------- | ------------------ |  |  |  |  |  |  |  |  |  |  |  |  |  | --- |  |  | ----- | ---- |
| 1999 |          | Subaru Impreza WRX |  |  |  |  |  |  |  |  |  |  |  |  |  | Rit |  |  | 0     |      |

| Legenda | 1º posto | 2º posto | 3º posto | A punti | Senza punti | Ritirato | Squalificato | NP=Non partito C=Gara cancellata | Apice=Power stage |

### Gruppo N
| 1995 | Scuderia                        | Vettura                  |  |  |  |  |  |  |   |     |  |  |  |  |  |  |  |  | Punti | Pos. |
| ---- | ------------------------------- | ------------------------ |  |  |  |  |  |  | - | --- |  |  |  |  |  |  |  |  | ----- | ---- |
| 1995 | Mitsubishi Ralliart Netherlands | Mitsubishi Lancer Evo II |  |  |  |  |  |  | 2 | Rit |  |  |  |  |  |  |  |  | 10    | 9º   |

| 1999 | Scuderia | Vettura            |  |  |  |  |  |  |  |  |  |  |  |  |  |     |  |  | Punti | Pos. |
| ---- | -------- | ------------------ |  |  |  |  |  |  |  |  |  |  |  |  |  | --- |  |  | ----- | ---- |
| 1999 |          | Subaru Impreza WRX |  |  |  |  |  |  |  |  |  |  |  |  |  | Rit |  |  | 0     |      |

| Legenda | 1º posto | 2º posto | 3º posto | A punti | Senza punti | Ritirato | Squalificato | NP=Non partito C=Gara cancellata | Apice=Power stage |